# هنري إيرل هيو
هنري إيرل هيو (بالإنجليزية: Henry Earle Vaughan)‏ هو مهندس أمريكي، ولد في 3 فبراير 1912، وتوفي في 9 مارس 1978.